# Henriette Goldschmidt

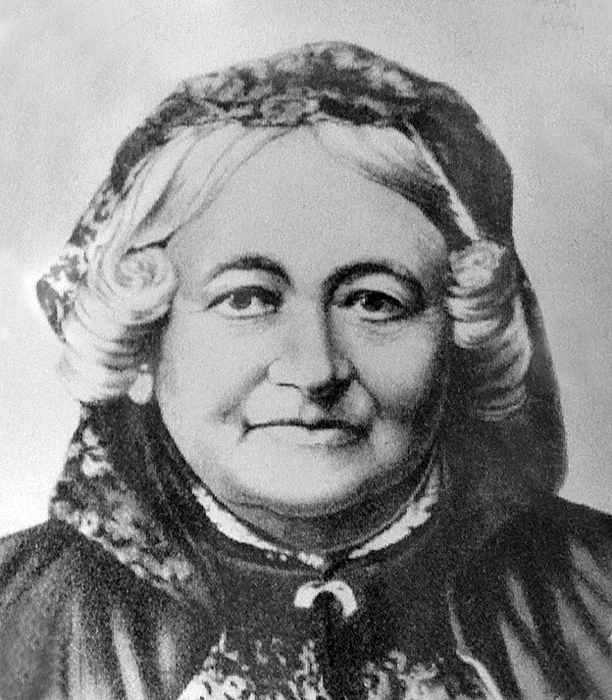
Henriette Goldschmidt, um 1910

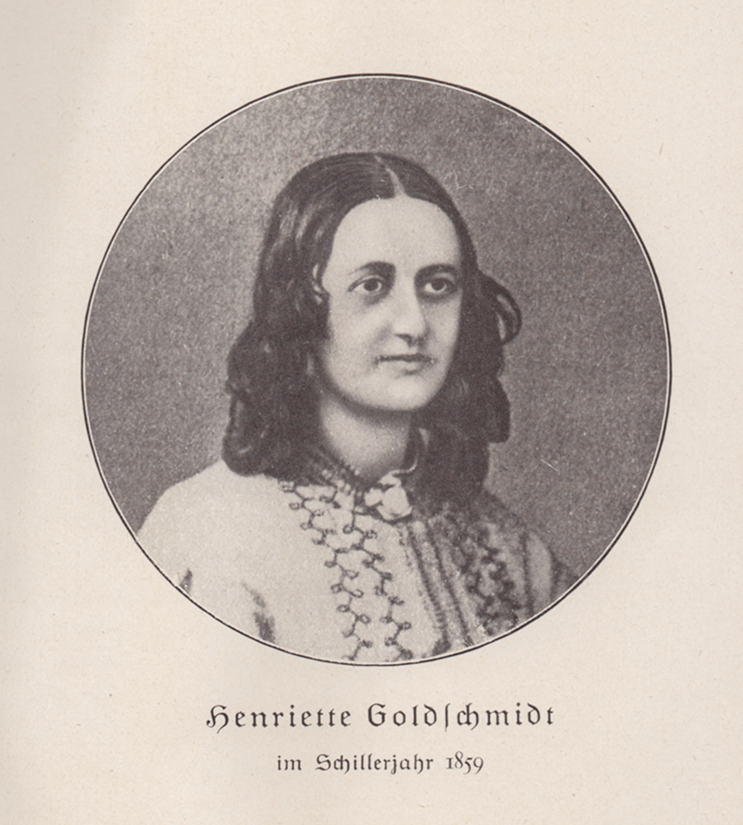
Henriette Goldschmidt, 1859

Henriette Goldschmidt, geb. Henriette Benas (* 23. November 1825 in Krotoschin, Provinz Posen; † 30. Januar 1920 in Leipzig), war eine deutsche Frauenrechtlerin, Sozialpädagogin und Publizistin.

## Leben und Wirken
Henriette Benas war die Tochter des wohlhabenden jüdischen Kaufmanns Levin Benas. 1853 heiratete sie Abraham Meyer Goldschmidt, einen verwitweten Neffen ihres Vaters, der Rabbiner der deutschsprachigen jüdischen Gemeinde in Warschau war. Ihr Mann brachte drei Kinder in die Ehe ein. 1858 zog die Familie Goldschmidt nach Leipzig. Dem Motto eines Vortrags von Auguste Schmidt Leben ist Streben folgend, gehörte Henriette Goldschmidt neben Louise Otto-Peters, Auguste Schmidt, Ottilie von Steyber und anderen im März 1865 zu den Begründerinnen eines Frauenbildungsvereins, dessen Gründung „von Mißtrauen begleitet, von den Ängstlichen gemieden und von der großen Menge der Gleichgiltigen kaum beachtet“ wurde. Noch im Oktober des gleichen Jahres folgte die erste Frauenkonferenz Deutschlands. Dort wurde, gemeinsam mit Auguste Schmidt, Louise Otto-Peters und Ottilie von Steyber, die Gründung des Allgemeinen Deutschen Frauenvereins (ADF) beschlossen. Henriette Goldschmidt war von 1867 bis 1906 Vorstandsmitglied im ADF. Hier setzte sie sich besonders für gleiche Bildungschancen für Mädchen und Frauen sowie deren gleichberechtigte Teilnahme am öffentlichen Leben ein.

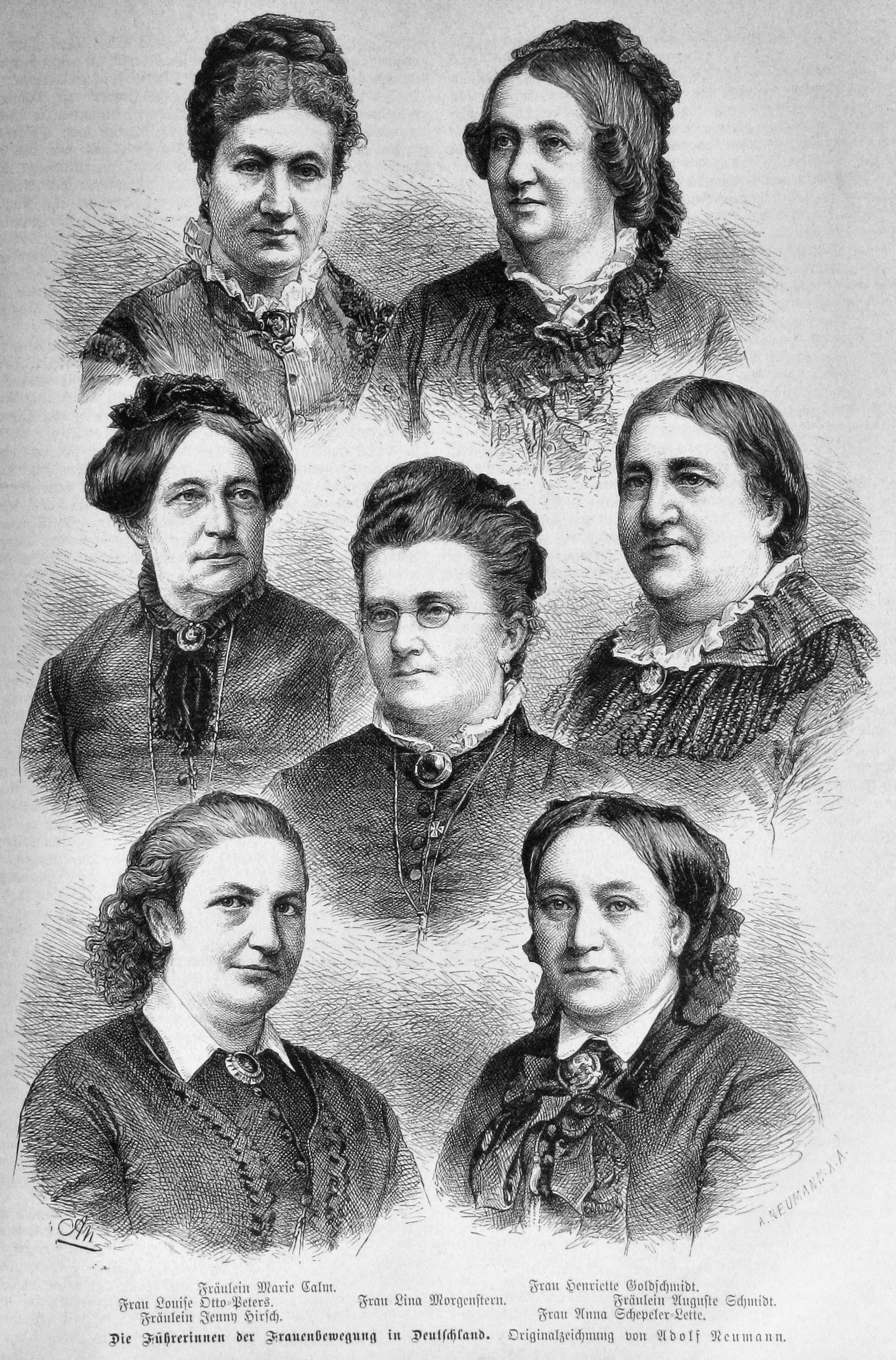
„Die Führerinnen der Frauenbewegung in Deutschland“ in der Gartenlaube 1883. Henriette Goldschmidt in der oberen Reihe rechts

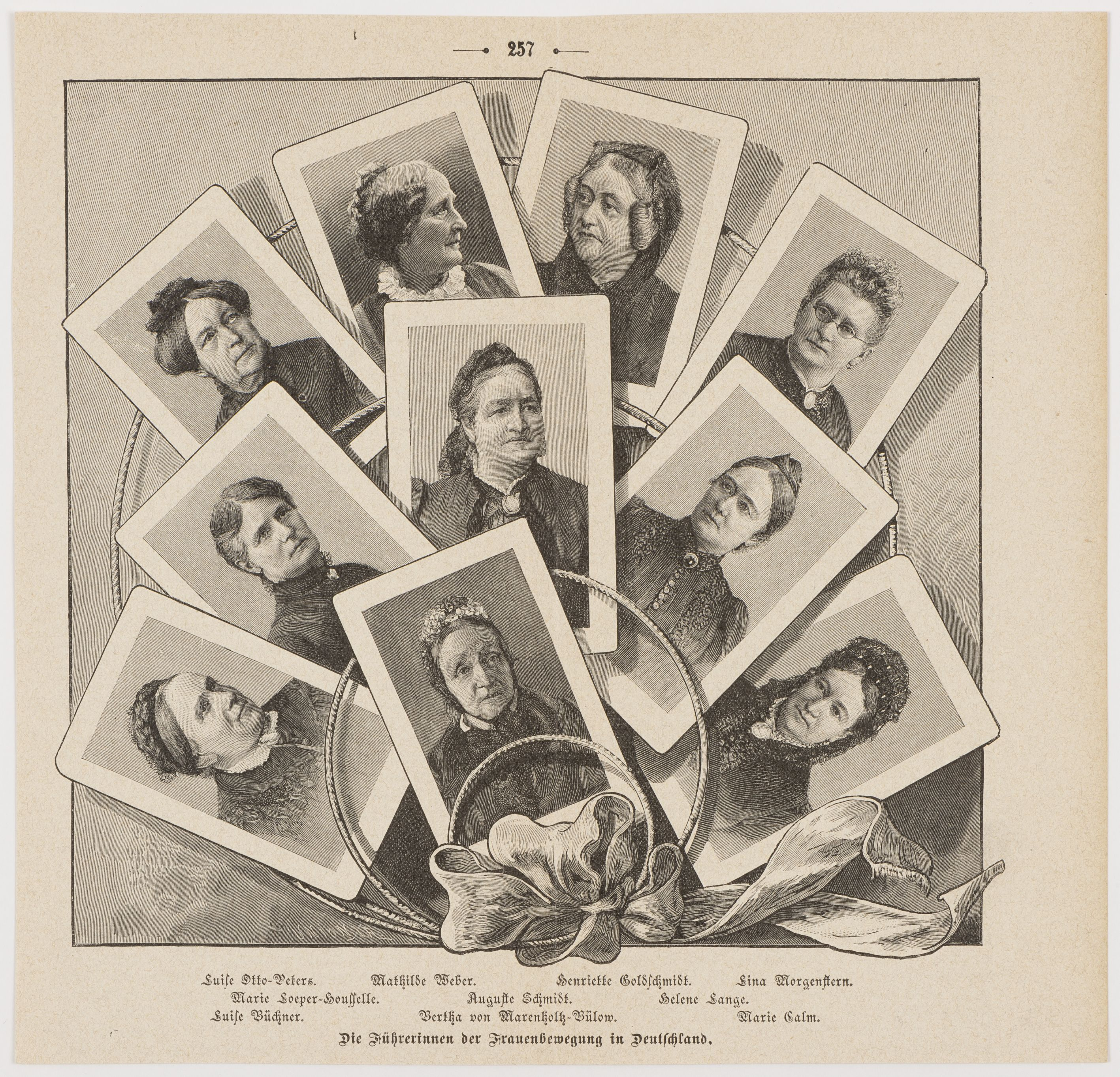
„Die Führerinnen der Frauenbewegung“,
Illustration aus Die Gartenlaube 1894, Henriette Goldschmidt in der obersten Reihe 2. von rechts

Ein weiterer Schwerpunkt war für Henriette Goldschmidt die Kinderfrüherziehung. In Leipzig kam sie in Kontakt mit dem Werk des Pädagogen Friedrich Wilhelm August Fröbel. Ihr entsprachen dessen Ansichten über das weibliche Geschlecht, die auch ihre waren: „Es ist das Charakteristische der Zeit, das weibliche Geschlecht seiner instinktiven, passiven Tätigkeit zu entheben und es von seinem Wesen aus und um seiner Menschheit pflegenden Bestimmung willen, zu ganz gleicher Höhe wie das männliche Geschlecht zu erheben.“ Henriette Goldschmidt übernahm Friedrich Fröbels Leitspruch „Kommt, laßt uns unsern Kindern leben!“ und gründete 1871, um ihren und Friedrich Fröbels Ideen eine breitere Basis zu verschaffen, den „Verein für Familien- und Volkserziehung“, dem auf Anhieb 150 bedeutende Leipziger Persönlichkeiten als Förderer beitraten. Dessen Ziel war die Verbreitung von Kindergärten und die Ausbildung qualifizierter Kindergärtnerinnen sowie die „erzieherischen Bildung der Jungfrauen und Mütter“. Schon 1872 gründete dieser Verein ein Kindergärtnerinnenseminar, das Frauen die Möglichkeit zur Weiterbildung gab. Ab 1874 wurden regelmäßig wissenschaftliche Vorträge gehalten.
1898 verfassten Schmidt und Goldschmidt für den ADF eine Petition, die unter anderem die Forderung nach staatlicher Aufsicht über Kindergärten, deren Integration in das staatliche Erziehungssystem sowie einen verpflichtenden Kindergartenbesuch forderte. Die Petition wurde nach einer teilweise polemisch geführten öffentlichen Diskussion abgelehnt.
Aus den Vortragsreihen in Leipzig entwickelte sich ein „Lyzeum für Damen“. Der Musikverleger Henri Hinrichsen ermöglichte Goldschmidt im Jahre 1911 die Gründung der Hochschule für Frauen zu Leipzig, die 1917 unter Aufsicht des Sächsischen Ministeriums für Kultur und öffentlichen Unterricht gestellt wurde und so den Charakter einer staatlichen Bildungsanstalt erhielt. Namhafte Persönlichkeiten gehörten dem Kuratorium und Ehrenvorstand an: Ricarda Huch, Eduard Spranger, Georg Kerschensteiner, Marie von Ebner-Eschenbach, Wilhelm Wundt, Marie Stritt und andere mehr. Die Frauenhochschule erreichte bald nationale und internationale Anerkennung und avancierte zum Vorbild ähnlicher „weiblicher Bildungsstätten“.

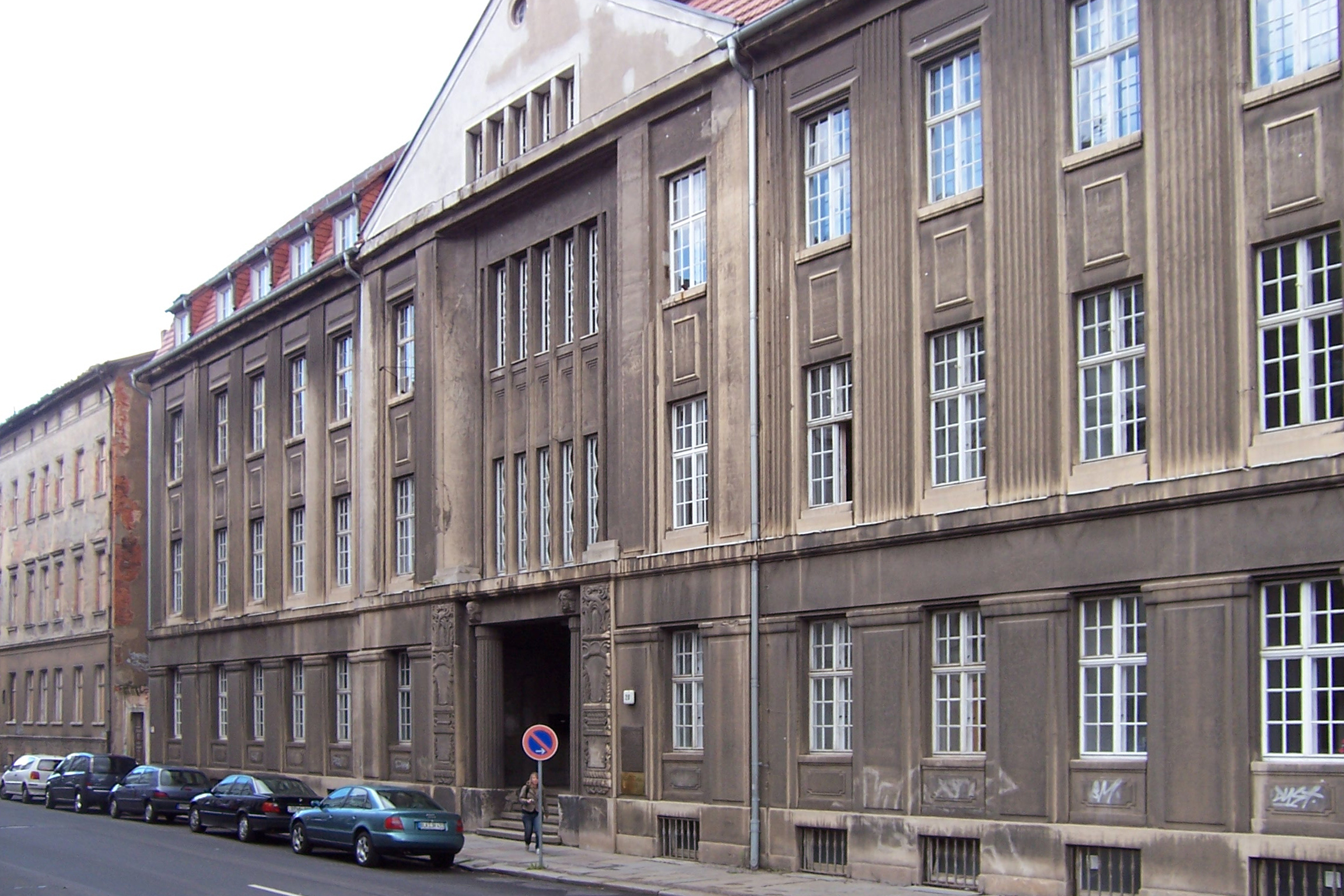
Henriette-Goldschmidt-Schule, 2008

Als Henriette Goldschmidt 1920 starb, wurde die Hochschule für Frauen durch den Fröbelforscher Johannes Prüfer als „Sozialpädagogisches Frauenseminar“ zur kommunalen berufsbildenden Einrichtung profiliert.
Die Nationalsozialisten verbannten nach 1933 alles, was an die Schulgründerin und den Schulstifter Henri Hinrichsen erinnerte, aus dem Schulleben. So wurde der Geburtstag von Henriette Goldschmidt an der Schule nicht mehr gefeiert. Nach 1945 entwickelte sich diese Bildungseinrichtung zur Pädagogischen Schule für Kindergärtnerinnen „Henriette-Goldschmidt-Schule“ des Bezirkes Leipzig. In der DDR wurden zahlreiche Kindergärten nach ihr benannt, unter anderem in Bad Blankenburg, dem Wohnort Johannes Prüfers, wo Fröbel 1840 seinen ersten Kindergarten eröffnet hatte.
Nach der friedlichen Revolution in der DDR trug die Schule in Leipzig seit 1991 den Namen „Fachschule für Sozialpädagogik ‚Henriette Goldschmidt’ Leipzig“. 1992 wurde die Henriette-Goldschmidt-Schule eines von zwölf beruflichen Schulzentren der Stadt Leipzig, zum „Beruflichen Schulzentrum für Sozialwesen Leipzig, Henriette-Goldschmidt-Schule“. Das Erbe Henriette Goldschmidts und Henri Hinrichsens findet im schulischen Leben breite Beachtung.

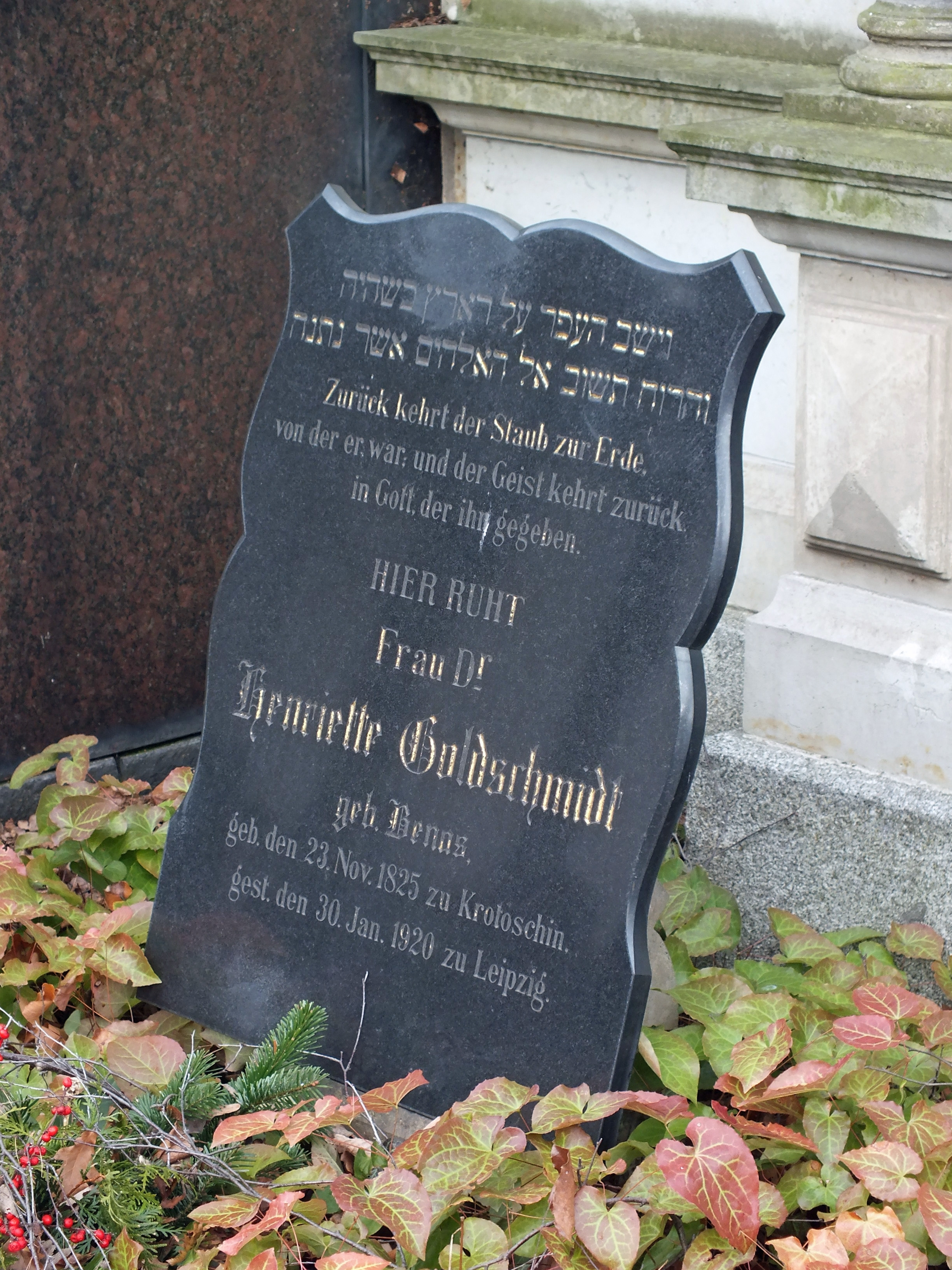
Ihr Grab auf dem Alten Israelitischen Friedhof in Leipzig

## Würdigung
Die Lebensleistung Goldschmidts als Sozialpädagogin und Frauenrechtlerin ist heute fast unumstritten, jedoch gibt es (manchmal von feministischer Seite) auch Kritik an ihrer Zentrierung auf das als genuin weiblich empfundene Thema der Kindererziehung. So hatte Goldschmidt gesagt: „Der Erziehungsberuf ist der Kulturberuf der Frau. Er verlangt Wissenschaft und Kunst, das Kennen und das Können.“ Gegen diese Kritik an Goldschmidt muss vorgebracht werden, dass ihr Wirken im Zeitkontext zu sehen ist. Henriette Goldschmidt setzte einen Meilenstein für die Bildung der Frau und erschloss unter den damals herrschenden gesellschaftlichen Verhältnissen eines der wenigen Betätigungsfelder, in dem Frauen überhaupt wirksam und berufstätig werden konnten.
Für ihre Verdienste um die Volkserziehung erhielt sie von König Friedrich August von Sachsen die Carola-Medaille und den Maria-Anna-Orden.
Ihre Nichte, die Romanistin Julia Kalbfleisch, widmete die Publikation ihrer Doktorarbeit ihrer Tante.
Das historische Henriette-Goldschmidt-Haus in der Friedrich-Ebert-Straße 16 in Leipzig wurde am 18. März 2000 trotz heftiger Proteste abgerissen.

## Werke

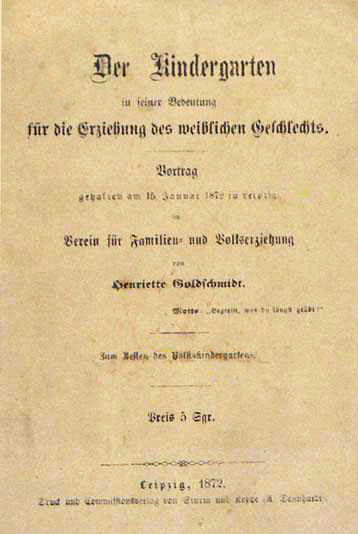
Der Kindergarten in seiner Bedeutung für die Erziehung des weiblichen Geschlechts, Leipzig 1872

- Die Frauenfrage eine Culturfrage. Vortrag gehalten im Frauenbildungs-Verein zu Leipzig am 6. April 1870. Leipzig 1870
- Der Kindergarten in seiner Bedeutung für die Erziehung des weiblichen Geschlechts. Sturm & Koppe, Leipzig 1872 (Digitalisat)
- Die Schule für Praxis und Theorie des Kindergartens. Eine Fortbildungsschule für das weibliche Geschlecht, in: Kindergarten 14 (1873), S. 153–159
- Kindermädchen, Bone, Kindergärtnerin, in: Kindergarten 14 (1873), S. 91–94
- Die Stellung der Kindergartenschule in dem Organismus des Fortbildungsunterrichts für die weibliche Jugend. Serig, Leipzig 1874 (Digitalisat)
- Sind die Anstalten zur Erlernung der Erziehungsmethode des Kindergartens als Fortbildungs- oder als Fachschulen zu beachten?, in: Kindergarten 17 (1874), S. 72–77
- Der Schöpfer eines Kinder-Paradieses, in: Cornelia 10 (1875), S. 24–35
- Erklärung gegen das Frauenstimmrecht. In: Die Frauenbewegung 1/3. 1. Februar 1895, S. 19–20 (Digitalisat und Volltext im Deutschen Textarchiv)
- Ist der Kindergarten eine Erziehungs- oder Zwangsanstalt?, Wiesbaden 1901
- Die internationale Bedeutung Friedrich Fröbels für Familien- und Volkserziehung, in: Kindergarten 45 (1904), S. 161–171
- Was ich von Fröbel lernte und lehrte, Leipzig 1909
- Vom Kindergarten zur Frauenhochschule, in: Kindergarten 51 (1910), S. 109–112
- Vom Kindergarten zur Hochschule für Frauen, Leipzig 1911